# Harfonie
Harfonie ist ein österreichisches Musikduo, das 2014 die vierte Staffel der Castingshow Die große Chance gewonnen hat.

## Bandgeschichte
Die beiden Mitglieder von Harfonie stammen aus der Dorfgemeinde Ranggen bei Innsbruck in Tirol. Hanna Maizner begann mit fünf Jahren mit dem Harfespielen, Nora-Marie Baumann war ebenso 5 Jahre alt, als sie mit dem Geige Lernen begann. Daneben spielen sie auch noch andere Instrumente wie Gitarre und Klarinette. Beide stammen aus musikalischen Familien, Eltern und Geschwister treten öffentlich auf und nahmen die beiden schon in ihrer Kindheit mit auf die Bühne. Die beiden kommen aus der Volksmusik und begannen schon früh damit Volksmusik mit Popsongs zu mischen. Sie traten als Teenager mit der Harfe als Hauptinstrument bei Feiern und Schulfesten gemeinsam auf.
Im Jahr 2014 bewarben sich Maizner und Baumann im Alter von 15 bzw. 13 Jahren beim Casting für Die große Chance und wurden für die Liveshows angenommen. Sie kamen in das Finale und setzten sich in der letzten Zuschauerabstimmung gegen die Favoritin Petra Mayer durch, die im Halbfinale noch knapp vor ihnen gelegen war. Neben einem gemeinsamen Auftritt mit Julian le Play sangen die beiden auch das selbst komponierte Lied Open Your Eyes in der Finalshow am 7. November. Unmittelbar danach wurde das Lied als Download veröffentlicht und kam in den Charts auf Platz 6. Vor Weihnachten veröffentlichte das Mädchenduo mit Light Up, eine Komposition von Noras Schwester Tabea Baumann, eine zweite Single und erreichte damit zum zweiten Mal eine Top-Ten-Platzierung.

## Mitglieder
- Hanna Maizner, Harfe, Gesang
- Nora-Marie Baumann, Geige, Gesang

## Diskografie
Alben
- Crystal (2016)

Lieder
- Open Your Eyes (2014)
- Light Up (2014)
- Little bit more (2015)
- Butterflies (2016)
- Danke (2016)